# 리르의 딸 브란웬

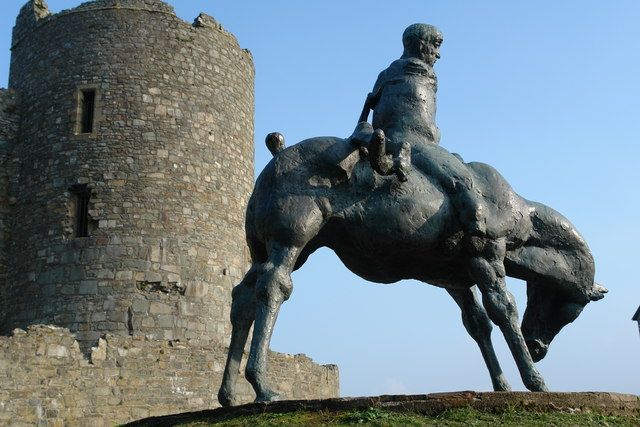
할렉 성 앞의 동상. 끔찍한 전쟁이 끝난 뒤 브란 벤디게이드가 조카 그웨른의 시체를 뒤에 태우고 말을 탄 모습을 묘사했다.

〈리르의 딸 브란웬〉(웨일스어: Branwen ferch Llŷr 브란웬 베르흐 리르[ˈbranwen verx ɬiːr])은 중세 웨일스어 문학 작품으로, 마비노기의 네 가지 중 제2가지다. 리르 렌댜이스의 아이들, 즉 프러데인(브리튼)의 지고왕 브란 벤디게이드, 마나워단 밥 리르, 브란웬 베르흐 리르 남매의 이야기를 다루고 있다. 특히 브란웬이 에린(아일랜드)의 지고왕 마솔루흐와 결혼하는 이야기가 주된 줄거리다. 이후 프러데인과 에린의 사이가 악화되면서 두 섬 사이에 전쟁이 벌어지고, 그 결과 주요 인물들이 죄다 죽고 카스왈라운 밥 벨리가 브리튼 지고왕위에 오른다. 그 다음 이야기는 제3가지 〈리르의 아들 마나워단〉에서 곧바로 이어진다.
이야기가 보존된 문헌으로는 헤르게스트의 적색서와 레데르흐의 백색서가 있다.

## 줄거리
에린의 지고왕 마솔루흐는 배를 타고 할렉으로 건너와서 프러데인의 지고왕 브란 벤디게이드를 만난다. 마솔루흐는 브란의 누이 브란웬에게 청혼을 하여 에린과 프러데인 사이에 결혼동맹을 맺기로 한다. 브란은 마솔루흐의 청혼을 받아들이고 결혼식이 열린다. 그런데 브란 남매의 이복형제인 에브니시엔이 자신에게는 허락을 구하지 않자 화가 나서 마솔루흐의 말들의 사지를 잘라 버린다. 난데없이 봉변을 당한 마솔루흐 역시 어처구니가 없어졌고, 브란은 매제에게 죽은 것을 살릴 수 있는 마법 가마솥을 예물로 주어 달랜다. 마솔루흐는 이 선물에 만족하여 브란웬을 데리고 에린으로 돌아간다.
에린 땅에서 브란웬은 마솔루흐의 아들 그웨른을 낳는다. 하지만 에브시니엔의 모욕이 마음에 맺힌 에린인들은 브란웬을 박대하고, 결국 브란웬은 부엌데기 신세가 된다. 브란웬은 말 한 마리를 길들여 그 말을 아일랜드해를 건너보내 오라비 브란에게 자기 사정을 전한다. 브란은 남동생 마나워단, 그리고 브리튼의 154개 칸트레브에서 소집된 전사들을 이끌고 에린으로 쳐들어간다. 에린인들은 평화를 원한다면서 브란을 달래기 위한 큰 집을 짓는다. 집 안에는 100 개의 자루가 매달려 있었는데, 보통 곡분이 들어 있어야겠지만 사실은 무장한 전사들이 들어 있었다. 이 속임수를 눈치챈 에브시니엔은 자루를 두들겨 에린 전사들의 머리통을 박살내 죽여버린다. 이후 집에서 연회가 열렸는데, 이번에도 기분이 수틀린 에브시니엔이 마솔루흐와 브란웬의 아들 그웨른을 불길 속에 집어던져 죽여버리고 끔찍한 전투가 벌어진다. 에린인들이 마법 가마솥으로 죽은 자들을 되살리자 에브시니엔은 시체 속에 숨어 있다가 가마솥을 파괴하고, 그 과정에서 자기도 죽는다.
싸움이 끝나니 살아남은 사람은 마나워단, 궁정시인 탈리에신, 더베드 왕 프러데리를 비롯한 일곱 명 뿐이었다. 브란웬은 충격을 받아 심장이 깨져(broken heart) 죽는다. 치명상을 입은 브란은 생존자들에게 자기 목을 잘라 프러데인으로 가져가 달라고 한다. 생존자들은 지고왕의 마지막 명령을 수행한다. 이후 일곱 생존자는 7년간 할렉에 머물렀고, 그 동안 브란의 잘린 머리통이 계속 이야기를 하면서 그들을 즐겁게 해 주어 끔찍했던 전쟁의 트라우마를 잊게 해 주었다. 이후 생존자들은 그왈레스(더베드의 무인도)로 가서 거기서 늙지 않으며 80년을 더 즐겁게 살았다. 그러다 어느 날 헤일런 밥 그윈이 문을 열어서 콘월 쪽을 바라보게 되자 마법이 풀리고 생존자들은 다시 슬픔에 젖어들었다. 그들은 이제 완전히 침묵한 브란의 수급을, 사전에 지시받았던 대로 그윈프런 백산(White Hill, 오늘날의 런던탑 자리)으로 가져갔다. 그리고 대륙 쪽에서의 침공을 막기 위해 브란의 얼굴이 프랑스 방향을 바라보도록 묻었다.
이야기가 끝나기 전에 잠시 에린 쪽 사정이 밝혀진다. 전쟁의 결과 에린인들이 죄다 죽고 임신한 여자 다섯 명만 남았다. 다섯 여자는 모두 아들을 낳았고, 아들들은 섬의 유일한 여자들, 즉 자기 모친들과 교접하여 다시 에린 땅에 생명을 번창케 했다. 그리고 각자 에린 땅을 다섯으로 나누어 다스렸으니, 에린의 5대 왕국(울라, 미데, 라긴, 무무, 코나크타)이 이 근친상간에서 비롯된 것이라고 한다.

## 해석
이 이야기가 기원전 3세기 갈리아인의 발칸 침공에서 비롯되었다는 설이 있다. 이에 따르면 브란은 갈리아인 군장 브렌누스다. 니콜라이 톨스토이는 현재 전해지는 이야기가 11세기 아일랜드에서 브리안 보루마와 말 세크날 막 돔날 사이에 벌어진 전쟁의 영향을 받았을 가능성이 있다고 주장했다. 한편 윌 파커는 이 이야기가 아일랜드 신화의 무크라머 벌판 전투, 페발의 아들 브란의 항해, 그리고 초기 아서 왕 전설 문헌인 안눈의 약탈, 쿨후흐와 올루엔 등과 먼 친척 관계에 있다는 설을 제기했다.